# Chochenyo
Le  chochenyo (ou chocheño, coastanoan d'East Bay) est une langue costanoane de la branche des langues costanoanes du Nord parlée aux États-Unis, en Californie, à l'Est de la baie de San Francisco, entre Richmond et Mission San Jose et dans la vallée de Livermore.
En 1770, la langue était parlée par environ 2 000 Chocheños. La langue s'est éteinte au début du XXe siècle.

## Phonologie
Les tableaux présentent la phonologie du chochenyo.

### Voyelles
|         | Antérieure    | Centrale      | Postérieure   |
| ------- | ------------- | ------------- | ------------- |
| Fermée  | i [i] iˑ [iː] |               | u [u] uˑ [uː] |
| Moyenne | e [e] eˑ [eː] |               | o [o] oˑ [oː] |
| Ouverte |               | a [a] aˑ [aː] |               |

### Consonnes
|               |               | Bilabiale | Dentale | Rétroflexe | Latérale | Palatale | Vélaire | Glottale |
| ------------- | ------------- | --------- | ------- | ---------- | -------- | -------- | ------- | -------- |
| Occlusives    | Occlusives    | p [p]     | t [t]   | ṭ [ʈ ]     |          |          | k [k]   | ʔ [ʔ]    |
| Fricatives    | Fricatives    |           | s [s]   |            |          | š [ ʃ ]  | x [ x]  | h [h]    |
| Affriquées    | Affriquées    |           |         |            |          | č [ t͡ʃ ] |         |          |
| Nasales       | Nasales       | m [m]     | n [n]   |            |          |          |         |          |
| Liquides      | Liquides      |           |         |            | l [l]    |          |         |          |
| Semi-voyelles | Semi-voyelles | w [w]     |         |            |          | j [ j]   |         |          |